# Gran Premio di superbike di Albacete 1995
Il Gran Premio di Superbike di Albacete 1995 è stata la quinta prova su dodici del Campionato mondiale Superbike 1995, è stato disputato il 25 giugno sul Circuito di Albacete e ha visto la vittoria di Aaron Slight in gara 1, mentre la gara 2 è stata vinta da Carl Fogarty.

## Risultati

### Gara 1

#### Arrivati al traguardo[1]
| Pos. | Nº | Pilota               | Motocicletta | Tempo     | Griglia | Punti |
| ---- | -- | -------------------- | ------------ | --------- | ------- | ----- |
| 1º   | 3  | Aaron Slight         | Honda        | 44:10.059 | 6º      | 25    |
| 2º   | 1  | Carl Fogarty         | Ducati       | +0:00.379 | 2º      | 20    |
| 3º   | 11 | Troy Corser          | Ducati       | +0:00.678 | 1º      | 16    |
| 4º   | 27 | Pierfrancesco Chili  | Ducati       | +0:00.749 | 11º     | 13    |
| 5º   | 8  | Piergiorgio Bontempi | Kawasaki     | +0:07.044 | 3º      | 11    |
| 6º   | 9  | Fabrizio Pirovano    | Ducati       | +0:15.655 | 10º     | 10    |
| 7º   | 17 | Anthony Gobert       | Kawasaki     | +0:16.234 | 7º      | 9     |
| 8º   | 4  | Andreas Meklau       | Ducati       | +0:20.041 | 5º      | 8     |
| 9º   | 25 | Yasutomo Nagai       | Yamaha       | +0:21.546 | 8º      | 7     |
| 10º  | 45 | Colin Edwards        | Yamaha       | +0:23.110 | 9º      | 6     |
| 11º  | 5  | Simon Crafar         | Honda        | +0:23.255 | 15º     | 5     |
| 12º  | 33 | John Reynolds        | Kawasaki     | +0:23.802 | 4º      | 4     |
| 13º  | 13 | Paolo Casoli         | Yamaha       | +0:25.810 | 12º     | 3     |
| 14º  | 19 | Adrien Morillas      | Ducati       | +0:30.175 | 18º     | 2     |
| 15º  | 28 | Gianmaria Liverani   | Ducati       | +0:30.619 | 16º     | 1     |
| 16º  | 43 | David Jefferies      | Kawasaki     | +0:55.122 | 19º     |       |
| 17º  | 66 | Jean-Yves Mounier    | Ducati       | +1:10.396 | 20º     |       |
| 18º  | 80 | Satoshi Tsujimoto    | Honda        | +1:10.544 | 21º     |       |
| 19º  | 58 | Aldeo Presciutti     | Ducati       | +1:24.413 | 22º     |       |
| 20º  | 46 | Florian Ferracci     | Ducati       | +1:25.204 | 23º     |       |
| 21º  | 32 | Ferdinando Di Maso   | Ducati       | +1:32.935 | 24º     |       |
| 22º  | 38 | Andrea Perselli      | Ducati       | +1:38.571 | 26º     |       |

#### Ritirati
| Nº | Pilota            | Motocicletta | Giri     | Griglia |
| -- | ----------------- | ------------ | -------- | ------- |
| 81 | Russell Lee Wood  | Bimota       | +7 giri  | 25º     |
| 21 | Massimo Meregalli | Yamaha       | +15 giri | 13º     |
| 12 | Mauro Lucchiari   | Ducati       | +17 giri | 14º     |
| 10 | Terry Rymer       | Ducati       | +20 giri | 17º     |

### Gara 2

#### Arrivati al traguardo[2]
| Pos. | Nº | Pilota              | Motocicletta | Tempo     | Griglia | Punti |
| ---- | -- | ------------------- | ------------ | --------- | ------- | ----- |
| 1º   | 1  | Carl Fogarty        | Ducati       | 44:12.784 | 2º      | 25    |
| 2º   | 27 | Pierfrancesco Chili | Ducati       | +0:04.759 | 11º     | 20    |
| 3º   | 3  | Aaron Slight        | Honda        | +0:06.370 | 6º      | 16    |
| 4º   | 9  | Fabrizio Pirovano   | Ducati       | +0:06.697 | 10º     | 13    |
| 5º   | 11 | Troy Corser         | Ducati       | +0:09.258 | 1º      | 11    |
| 6º   | 25 | Yasutomo Nagai      | Yamaha       | +0:19.462 | 8º      | 10    |
| 7º   | 4  | Andreas Meklau      | Ducati       | +0:22.300 | 5º      | 9     |
| 8º   | 33 | John Reynolds       | Kawasaki     | +0:26.710 | 4º      | 8     |
| 9º   | 13 | Paolo Casoli        | Yamaha       | +0:29.533 | 12º     | 7     |
| 10º  | 5  | Simon Crafar        | Honda        | +0:37.004 | 15º     | 6     |
| 11º  | 45 | Colin Edwards       | Yamaha       | +0:49.726 | 9º      | 5     |
| 12º  | 21 | Massimo Meregalli   | Yamaha       | +0:50.810 | 13º     | 4     |
| 13º  | 43 | David Jefferies     | Kawasaki     | +0:51.047 | 19º     | 3     |
| 14º  | 28 | Gianmaria Liverani  | Ducati       | +0:51.216 | 16º     | 2     |
| 15º  | 80 | Satoshi Tsujimoto   | Honda        | +1:04.502 | 21º     | 1     |
| 16º  | 38 | Andrea Perselli     | Ducati       | +1 giro   | 26º     |       |

#### Ritirati
| Nº | Pilota               | Motocicletta | Giri     | Griglia |
| -- | -------------------- | ------------ | -------- | ------- |
| 8  | Piergiorgio Bontempi | Kawasaki     | +4 giri  | 3º      |
| 58 | Aldeo Presciutti     | Ducati       | +15 giri | 22º     |
| 32 | Ferdinando Di Maso   | Ducati       | +16 giri | 24º     |
| 66 | Jean-Yves Mounier    | Ducati       | +18 giri | 20º     |
| 12 | Mauro Lucchiari      | Ducati       | +24 giri | 14º     |
| 19 | Adrien Morillas      | Ducati       | +24 giri | 18º     |
| 10 | Terry Rymer          | Ducati       | +25 giri | 17º     |
| 46 | Florian Ferracci     | Ducati       | +25 giri | 23º     |